# 坂井貴行
坂井 貴行（さかい たかゆき、1967年3月4日 - ）は、日本のタレント、フリーアナウンサー、声優。大阪府茨木市出身。血液型はA型。
茨木市立大池小学校、茨木市立東中学校、大阪府立茨木東高等学校、大阪芸術大学放送学科を卒業、サラリーマン生活の後、大阪テレビタレントビューロー（TTB）に所属。途中、本名の貝出啓（かいで ひろし）に改名した。1999年にタレント活動を休止。現在は日活の社員。

## 主な出演作品（本名での出演作も含む）

### テレビ
テレビ東京
- おはようスタジオ

テレビ大阪
- 水曜だ!タイガース

毎日放送
- テレビのツボ

### ラジオ
fm osaka
- ヘッドラインニュース
- FOCUS

FMわいわい
- 夕暮れにわいわい

### CM
- 東京海上火災保険
- 大阪地区トヨタ自動車販売店
- 松下電工
- プランタンなんば
- 大阪テレビタレントセンター（TTC）

### ゲームボイス
- 龍虎の拳（SNK - 藤堂竜白役、Mr.カラテ役[1]）
- サムライスピリッツ（SNK - 柳生十兵衛役、王虎役）